# Јелоу Блаф (Алабама)
Јелоу Блаф (енгл. Yellow Bluff) град је у америчкој савезној држави Алабама. По попису становништва из 2010. у њему је живело 188 становника.

## Демографија
Према попису становништва из 2010. у граду је живело 188 становника, што је 7 (3,9%) становника више него 2000. године.
| Група             | 2000.       | 2010.       |
| Белци             | 10 (5,5%)   | 1 (0,5%)    |
| Афроамериканци    | 168 (92,8%) | 187 (99,5%) |
| Азијати           | 0 (0,0%)    | 0 (0,0%)    |
| Хиспаноамериканци | 2 (1,1%)    | 0 (0,0%)    |
| Укупно            | 181         | 188         |